# Jamón ibérico

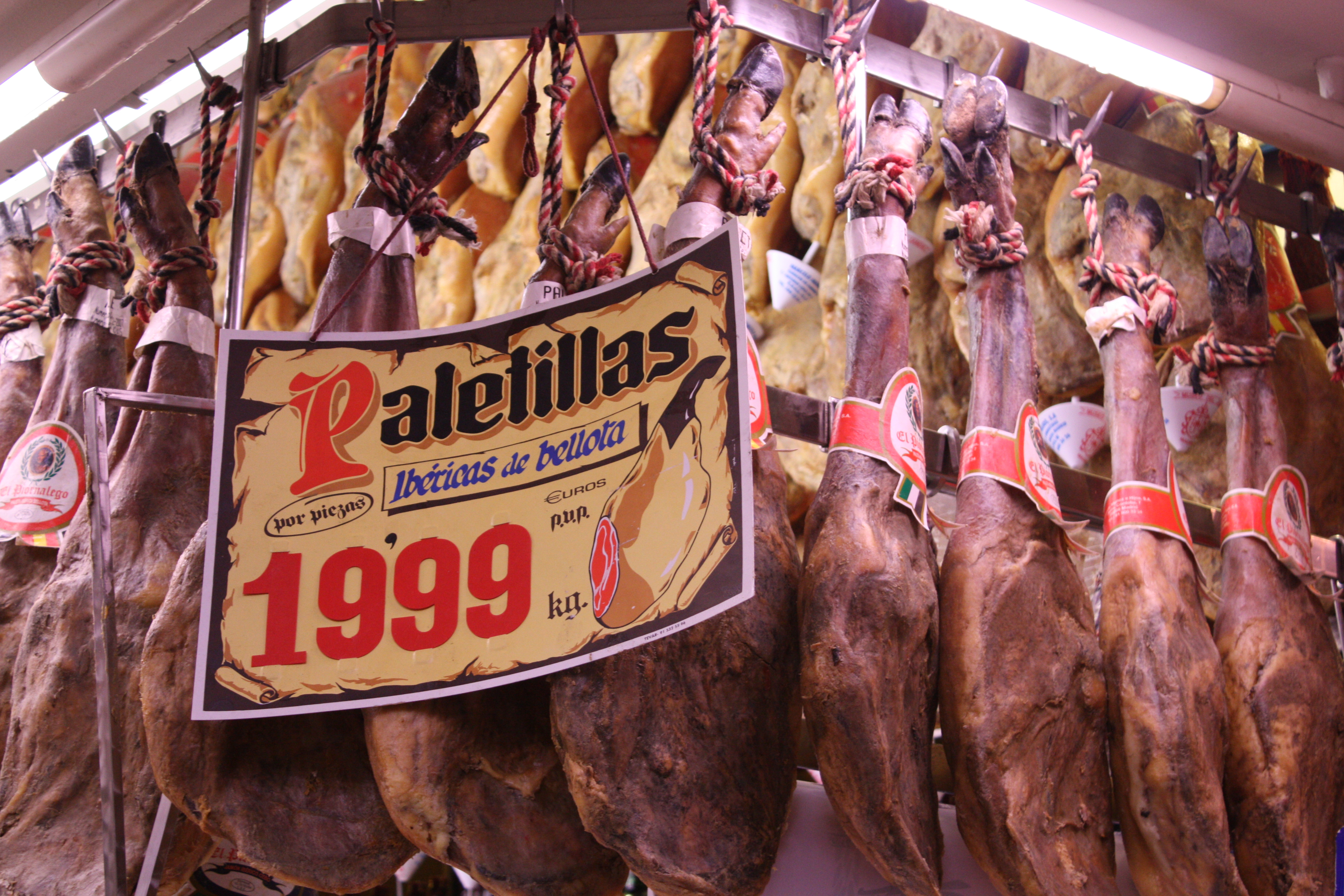
Jamón ibérico in esposizione in una macelleria di Madrid

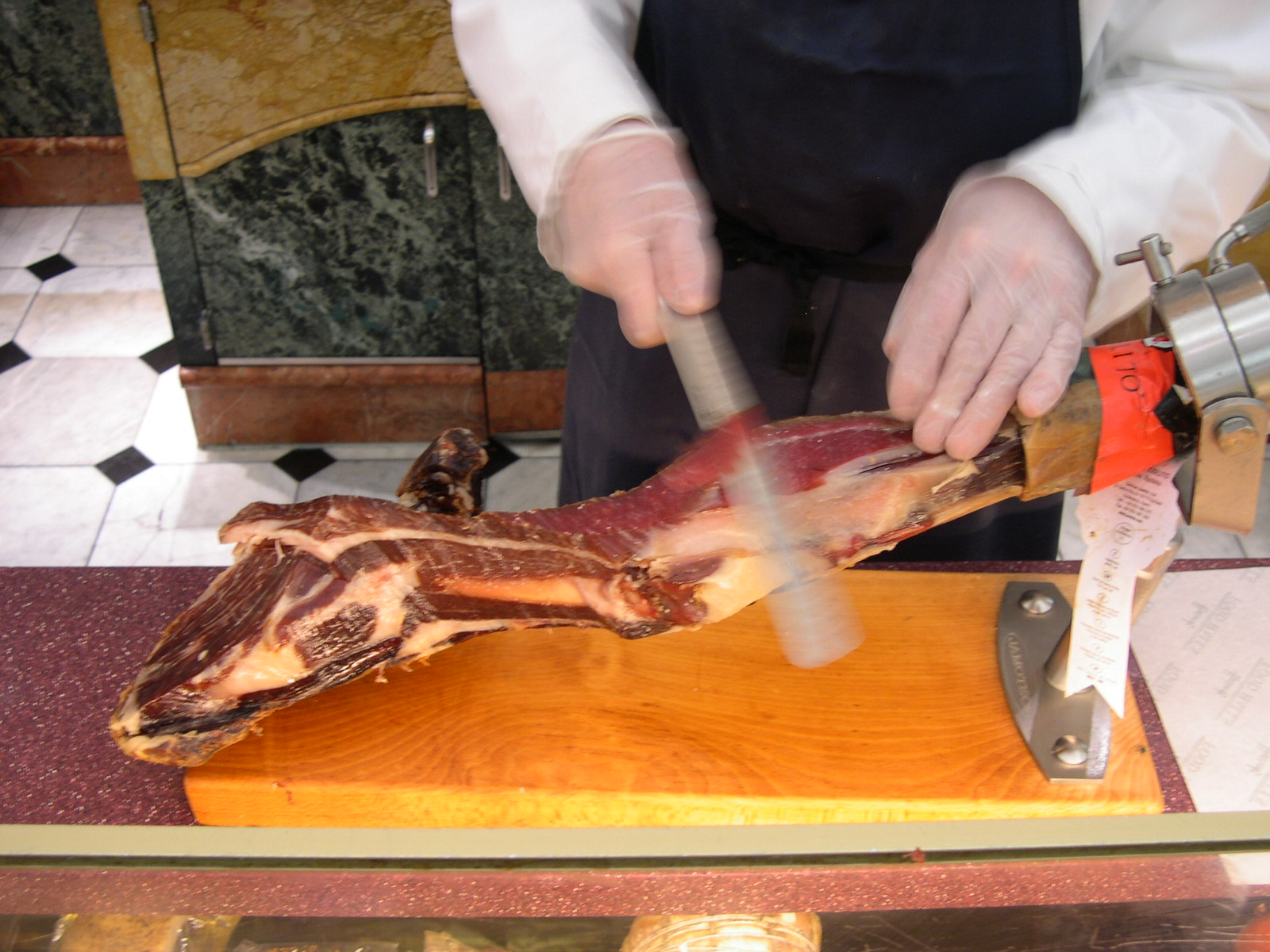
Jamón ibérico in una macelleria

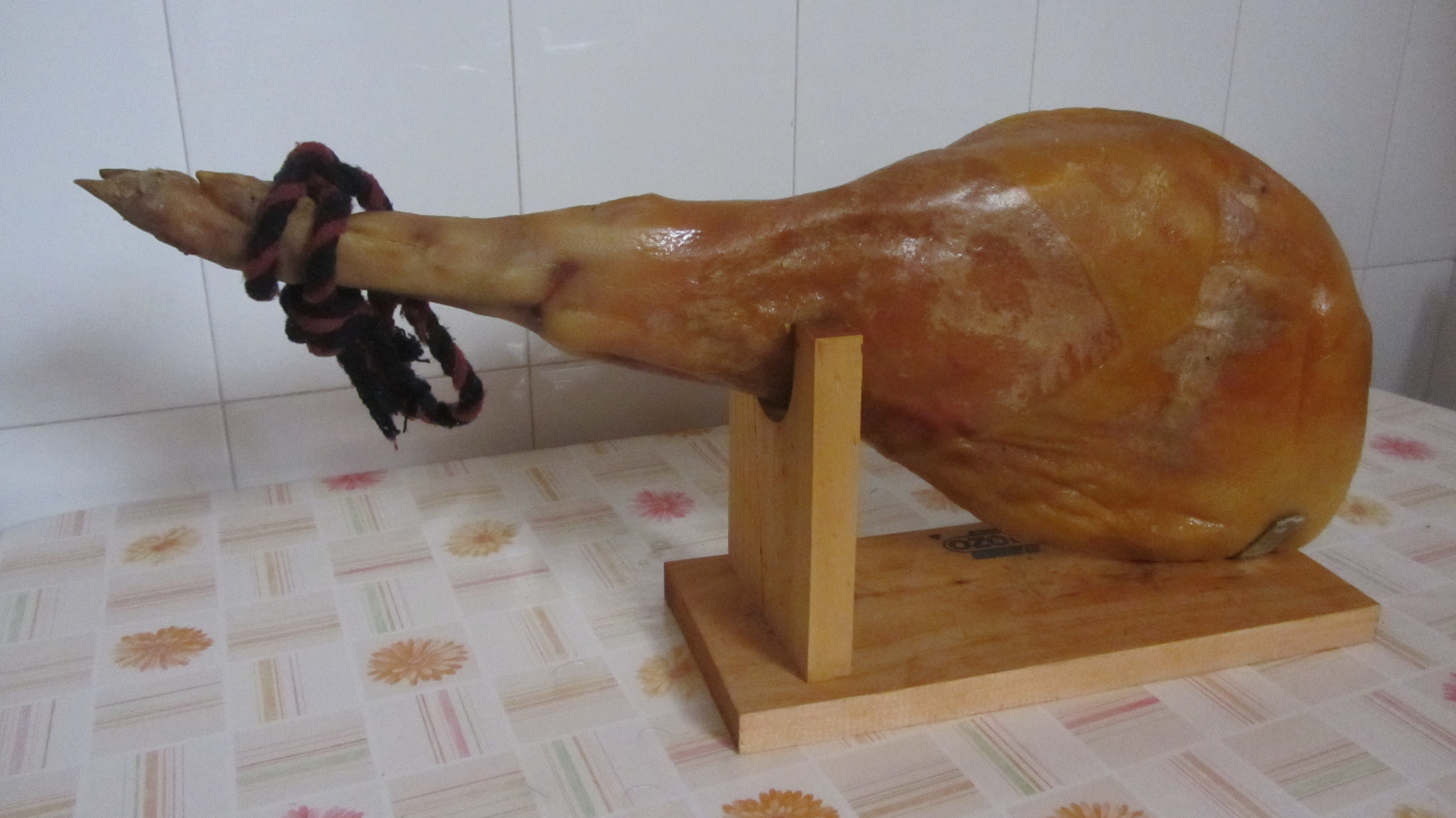
Jamón ibérico su un jamonero

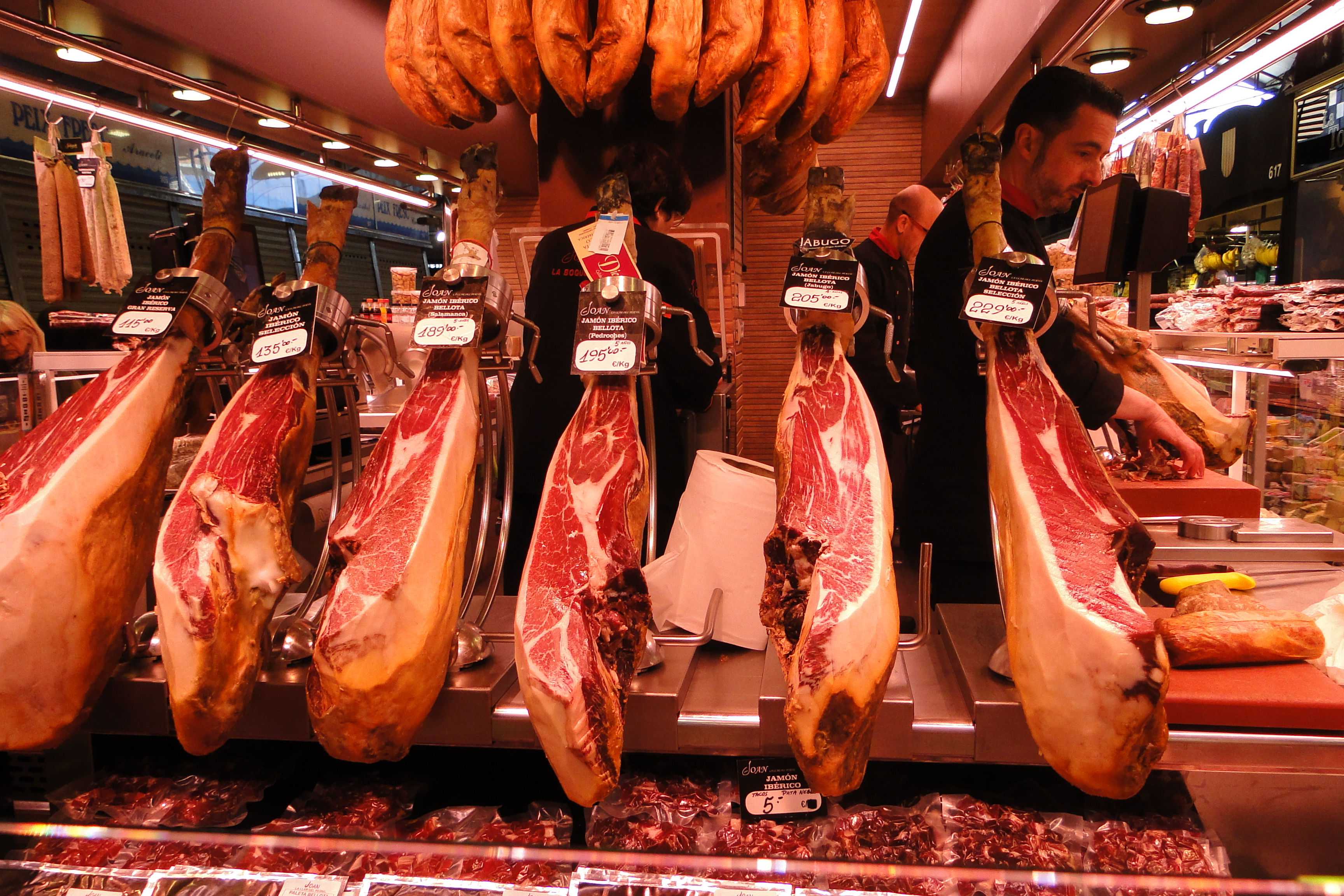
Prosciutto crudo ibérico in uno stand de La Boqueria

Il jamón ibérico o prosciutto di razza iberica o prosciutto iberico  è un tipo di prosciutto proveniente da un maiale di razza iberica, molto apprezzato nella cucina spagnola e nella cucina portoghese, dove è considerato un prodotto di alta cucina. Per la sua produzione e per potersi fregiare di questo nome, le carni devono provenire da esemplari derivanti da un incrocio in cui partecipi, dal punto di vista genetico, almeno per il 50% la razza iberica. 
La purezza della razza, il tipo di allevamento e di alimentazione sono le caratteristiche che contraddistinguono la qualità del Jamón ibérico.

## Classificazione
Prima del maggio 2014, l'unica classificazione ufficiale permessa e che doveva apparire in etichetta, si basava essenzialmente sulla quantità di ghiande (bellotas) consumate prima della macellazione. In base a questo si distinguevano:
- Jamón ibérico de cebo, da animali allevati al chiuso con una dieta a base mangimi (cereali e legumi),
- Jamón ibérico de cebo campo, da animali allevati al pascolo con dieta a base di erbe e mangimi (cereali e legumi),
- Jamón ibérico de recebo, da animali allevati al pascolo che riceve una dieta a base di erbe e mangimi (cereali e legumi), e nel periodo di ingrasso (montanera in spagnolo) si nutre di ghiande, ma dopo la montanera non raggiungere il peso ottimale per la macellazione e necessita di un apporto supplementare di mangimi (cereali e legumi) e pascoli per raggiungere detto peso di macellazione. Questo termine non è più utilizzato a partire dal nuovo regolamento suino iberico di maggio 2014 e la sua commercializzazione sotto questa denominazione è vietata per i prosciutti e le spalle prodotti dopo tale data.
- Jamón ibérico de bellota, da animali allevati al pascolo con dieta a base di erbe e mangimi (cereali e legumi), e nel periodo di ingrasso (circa 2, 3 o anche 4 mesi tra novembre e marzo) si nutre di ghiande ed erbe, raggiungendo il peso ottimale di macellazione[3].

Dopo la riforma approvata nel maggio 2014, le denominazioni sono leggermente cambiate e per evitare possibili confusioni per il consumatore finale, è stata istituita un'etichettatura specifica comune per tutti i produttori in cui ciascuno dei pezzi è contrassegnato e il cui colore ne certifica qualità e tipologia in base alla seguente denominazione:
- Etichetta bianca: Jamón de Cebo ibérico, da maiali iberici alimentati in modo intensivo a base di mangimi di cereali e legumi,
- Etichetta verde: Jamón de Cebo de Campo ibérico, come il precedente, proviene da maiali iberici, ma in questo caso nutriti in modo estensivo nei pascoli, che accompagnano la loro dieta con pascoli naturali,
- Etichetta rossa: Jamón de Bellota ibérico o prosciutto iberico Bellota, che identifica i prosciutti di razza iberica, ma non 100% maiali iberici e nutriti con ghiande e pascoli nella stagione di ingrasso
- Etichetta nera: Jamón de bellota 100% ibérico o prosciutto iberico 100% Puro Bellota, è la gamma più alta dei prosciutti iberici. Sono maiali iberici di razza pura alimentati nei pascoli a base di ghiande ed erba. Questi prosciutti sono gli unici che possono essere denominati pata negra, secondo le nuove normative sopra citate

## Denominazioni di origine controllata (DOC)
Ogni denominazione di origine controllata garantisce la qualità dei suoi prosciutti e protegge il consumatore finale. Nel settore esistono quattro denominazioni di origine controllata:
1. DOC Guijuelo: Provincia di Salamanca.
2. DOC Jamón de Huelva: Jabugo. Provincia di Huelva.
3. DOC Dehesa de Extremadura: Comunità Autonoma di Estremadura.
4. DOC Los Pedroches: Provincia di Cordova.

## Produzione
Dati relativi alla produzione per il 2014:
1. Produzione di prosciutto 100% iberico puro bellota: 64 325 pezzi.
2. Produzione di prosciutto iberico bellota: 735 276 pezzi.
3. Produzione di prosciutto iberico cebo campo: 26 940 pezzi.
4. Produzione di prosciutto iberico cebo: 4 207 151 pezzi.